# Nyusha
Anna Vladimirovna Sjurotjkina (ryska: Анна Владимировна Шурочкина), född 15 augusti 1990 i Moskva, mer känd under sitt artistnamn Нюша (Njusja, en av flera ryska kortformer för Anna, ofta används den engelska transkriberingen Nyusha), är en rysk sångerska. Hon släppte sitt debutalbum Vybirat tjudo (Выбирать чудо) den 11 november 2010. Hon har släppt fem singlar från albumet.
Hennes syster är OS-konstsimmaren Maria Sjurotjkina. 

## Diskografi

### Album
- 2010 – Vybirat tjudo (Выбирать чудо)

### Singlar
- 2009 – Voju na Lunu (Вою на Луну)
- 2010 – Ne perebivaj (Не перебивай)
- 2010 – Vybirat tjudo (Выбирать чудо)
- 2011 – Bolno (Больно)
- 2011 – Plus Près (We Can Make it Right) (feat. Gilles Luka)
- 2011 – Vysje (Выше)